# Витониж
Вито́ниж (укр. Вітоніж) — село в Доросиневской сельской общине Луцкого района Волынской области Украине.
До 2020 года входило в Рожищенский район.
Код КОАТУУ — 0724587802. Население по переписи 2001 года составляет 379 человек. Почтовый индекс — 45121. Телефонный код — 3368. Занимает площадь 1,62 км².